# 라오스의 군주
라오스의 군주는 라오스의 역대 군주를 말한다.

## 란쌍 왕국(1354년~1707년)
- 란쌍 왕국의 군주

## 루앙프라방 왕국(1707년~1949년)
- 루앙프라방 왕국의 군주

## 비엔티안 왕국(1707년~1828년)
- 비엔티안 왕국의 군주

## 씨앙쿠앙 왕국(1707년~1949년)
- 씨앙쿠앙 왕국의 군주

## 참빠삭 왕국(1713년~1946년)
- 참빠삭 왕국의 군주

## 프랑스령 라오스(1893년~1949년?)
- 프랑스령 라오스

## 라오스 왕국(1946년~1975년)
- 시사방봉왕(1946년~1959년)
- 사방 밧타나왕(1959년~1975년)

## 같이 보기
- 라오스의 주석
- 라오스의 역사